# Rudolfovo
Rudolfovo – wieś w Słowenii, w gminie Cerknica. W 2018 roku liczyła 5 mieszkańców.